# (40410) Příhoda
(40410) Příhoda – planetoida z pasa głównego asteroid okrążająca Słońce w ciągu 5 lat i 75 dni w średniej odległości 3 j.a. Została odkryta 4 września 1999 roku w obserwatorium astronomicznym w Ondřejovie przez Lenkę Šarounovą. Nazwa planetoidy pochodzi od Pavla Příhody (ur. 1934), popularyzatora astronomii. Przed jej nadaniem planetoida nosiła oznaczenie tymczasowe (40410) 1999 RJ3.